# Rudolf Lubecki
Rudolf Lubecki (ur. 7 sierpnia 1844 w Wiśle Małej, zm. 20 lutego 1891 w Kotorzu Wielkim) – polski duchowny rzymskokatolicki, publicysta, pedagog oraz działacz społeczny i narodowy.

## Życiorys
Urodził się 7 sierpnia 1844 roku w Wiśle Małej, w rodzinie kierownika tamtejszej szkoły Jakuba i Zofii z d. Czech. Po ukończeniu szkoły ludowej w Wiśle Małej i gimnazjum w Gliwicach w 1865 roku rozpoczął studia na Uniwersytecie Wrocławskim, gdzie studiował filozofię i teologię.
W trakcie studiów był członkiem Towarzystwa Polskich Górnoślązaków. Skupiał wokół siebie osoby z Górnego Śląska, aby im pomóc w opanowaniu języka polskiego literackiego i ułatwić im później skuteczną pracę wśród mieszkańców regionu. Działalność tę prowadził w swoim mieszkaniu akademickim, które było nazywane „kuźnią”. Przy towarzystwie utworzył bibliotekę.
29 czerwca 1869 roku przyjął święcenia kapłańskie, po czym 3 sierpnia został wikarym w parafii Wszystkich Świętych w Bieńkowicach. Założył tam polską bibliotekę. W październiku 1871 roku został wysłany do Katowic, by zwalczać tamtejszą wspólnotę Kościoła starokatolickiego działającą pod przewodnictwem ks. Pawła Kamińskiego. Przy katowickiej parafii Niepokalanego Poczęcia Najświętszej Maryi Panny zakładał liczne polskie związki, m.in. około 1875 roku towarzystwa dla młodzieży męskiej i żeńskiej czy w 1879 roku Katolickie Towarzystwo Pogrzebowe. 
W 1869 roku w Katowicach założył Kółko Katolickie, które zrzeszało około 80 członków. Działalność wspólnoty polegała na prenumerowaniu i czytaniu polskich gazet, organizowaniu spotkań towarzyskich i przedstawień teatralnych. Ks. Rudolf Lubecki pełnił w nim także funkcję dyrygenta, reżysera, organizatora widowni, a także reprezentował instytucję przed władzami. Jego następcą został ks. Wiktor Schmidt.
Jego praca w Katowicach przypadła na okres Kulturkampfu. Związał się wówczas Karolem Miarką i podjął współpracę z Katolikiem, a w czasie pobytu redaktorów czasopisma w więzieniu objął rolę jego redaktora. 13 marca 1874 roku został uwięziony za kazanie wypowiedziane w święto Bożego Narodzenia 1873 roku. Przesiedział trzy miesiące.
31 lipca 1884 roku został proboszczem parafii św. Urbana Papieża i Męczennika w Woli, a 27 maja 1887 roku został proboszczem parafii św. Michała Archanioła w Kotorzu Wielkim. Objął swoją opieką w szczególności dzieci, dbając o to, by znały język polski. Jednocześnie popadł w konflikt z kierownikiem turawskiej szkoły. Stanął wówczas w obronie uczniów, których bił nauczyciel z Turawy, lecz nauczyciele poparli kierownika szkoły.
Zmarł na tyfus 20 lutego 1891 w Kotorzu Wielkim. Pochowany został na tamtejszym cmentarzu parafialnym.
W 2019 roku został jednym z kandydatów do upamiętnienia w katowickiej Galerii Artystów.

## Twórczość

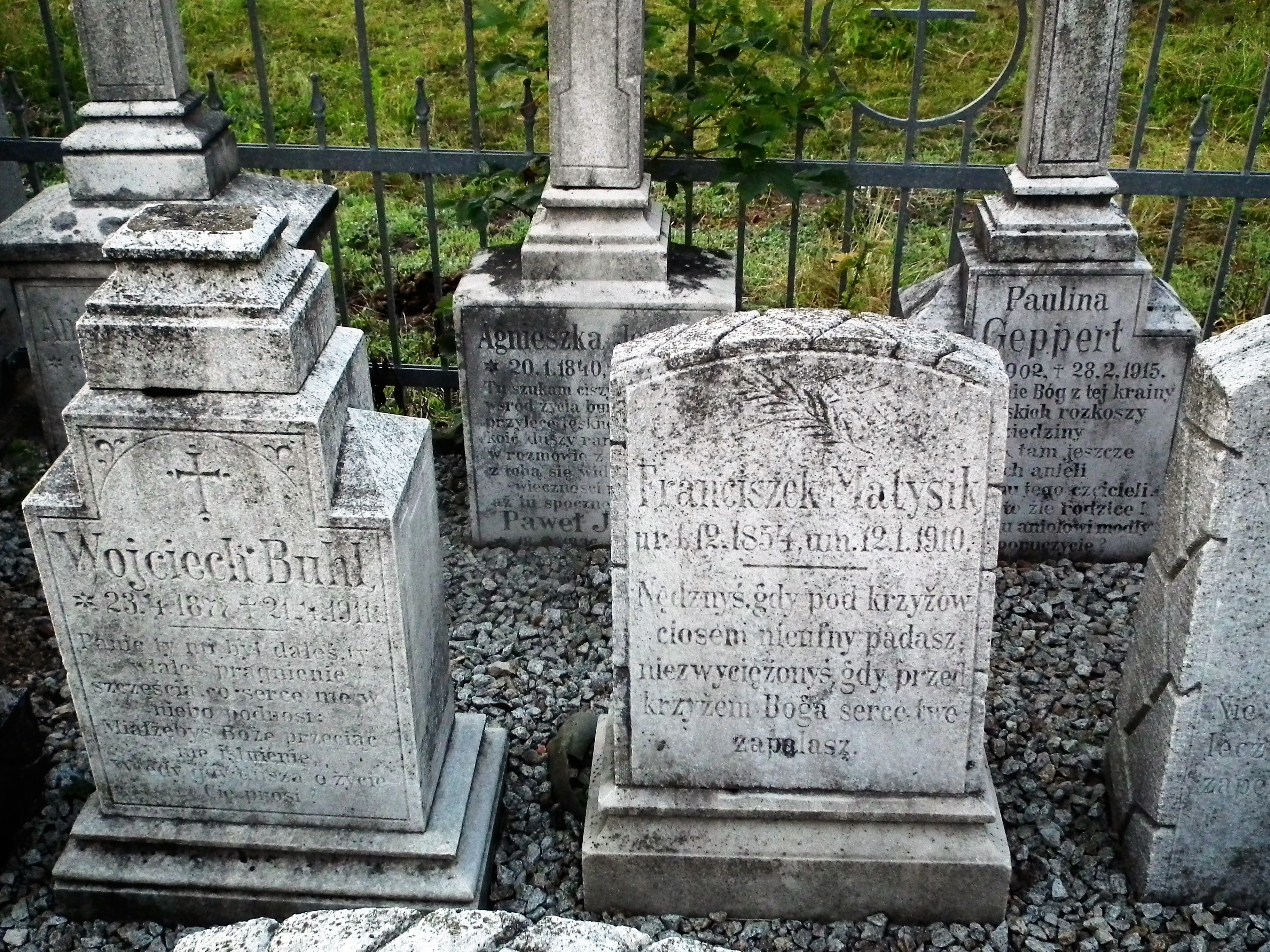
Nagrobki z sentencjami autorstwa ks. Rudolfa Lubeckiego na cmentarzu w Kotorzu Wielkim (2019)

Opracowywał polskie śpiewniki, a także pisał wiersze w języku polskim i popularne na Górnym Śląsku pieśni. Ponadto pisał opowieści i broszury o tematyce religijnej i świeckiej. 
Układał sentencje nagrobkowe, które zachowały się na kotorskim cmentarzu.
W Katoliku publikował liczne artykuły i korespondencje. Współpracował zarówno z Karolem Miarką, jak i jego synem. Ponadto działał również z Bronisławem Koraszewskim w pierwszych latach ukazywania się Gazety Opolskiej. Pisał także artykuły do Nowin Raciborskich i Kalendarza Mariańskiego oraz był redaktorem miesięcznika Zdrowaś Marya wydawanego w Mikołowie w latach 1885–1891.
Wybrane dzieła:
- Pieśni zabawne dla kółek wesołych polskich Górnoślązaków (Katowice, 1878)[18],
- Stary Mikołaj (Mikołów, 1886)[20][21],
- Książeczka Bierzmowania, czyli wskazówki i modlitwy do godnego przyjęcia św. Sakramentu Bierzmowania (Mikołów, 1887)[20][22],
- Żywot Bogarodzicy Najświętszej Maryi Panny i Jej oblubieńca św. Józefa z opisem najgłówniejszych miejsc i czcicieli NM Panny (Mikołów, 1888)[20],
- Od piorunów i gwałtownej niepogody zachowaj nas, Panie. Rady, wskazówki i modlitwy podczas nawałnicy (Mikołów, 1888)[20],
- Baczność! Socyaliści się zbliżają! Słowo napomnienia i przestrogi dla ludu katolickiego (Strzelce Opolskie, 1891)[20][23].